# 日本橋七福神
日本橋七福神（にほんばししちふくじん）は、東京都中央区の7ヶ所の神社に祀られている七福神の巡礼札所。
神社は全てで7社となる。弁財天は2社で祀られている（小網神社が福禄寿とあわせて弁財天を祀っている）。
この七福神はすべて神社だけであり、寺はない。千寿七福神ができるまでは、日本で唯一の「神社だけ」で七福神をめぐることができるコースだった。
以前は恵比寿が2社で祀られており、神社は全てで8社となっていた。2020年現在、日本橋七福神の公式ホームページから宝田恵比寿神社は削除されているほか、巡拝用色紙を購入しても、当神社は入っていない。

## ご案内
- エリア：東京都中央区
- 巡礼時間：約2時間～3時間
- 期間：1月1日 - 1月7日／9:00 - 17:00

2021年１月の日本橋七福神については、新型コロナウイルス（COVID-19）感染症対策のため、御朱印活動（巡拝用色紙含む）および、宝船・御神像の頒布のほか、各神社での物販（お守り等の頒布を含む）は実施されない可能性あり（2020年10月現在、検討中）。

## 日本橋七福神の一覧
- 椙森神社‐恵比寿
- 笠間稲荷神社‐寿老人
- 末廣神社‐毘沙門天
- 松島神社‐大黒天
- 水天宮‐弁財天
- 茶の木神社‐布袋尊
- 小網神社‐福禄寿、弁財天
- 過去には 宝田恵比寿神社‐恵比寿　も入っていた。

## 隣接七福神
- 下町八福神